# Nikolai Vatutin
Nikolai Feodorovici Vatutin (în rusă Никола́й Фёдорович Вату́тин) (n. 16 decembrie 1901, satul Cepuhino, în prezent în regiunea Belgorod, Imperiul Rus – d. 14 aprilie 1944, Kiev) a fost un comandant militar sovietici din timpul celui de-al Doilea Război Mondial.

## Tinerețea și debutul în cariera militară
Vatutin s-a născut în satul Cepuhino lângă Voronej într-o familie de țărani. În 1920 s-a înrolat în Armata Roșie, el a luptat împotriva partizanii țărani răsculați ai lui Nestor Mahno.
În următorul an a devenit membru al Partidului Comunist și a servit în poziții de comandant de rang inferior.
Începând din 1926 și-a început studiile în Academia Militară Frunze și la Academia pentru ofițerii de stat major. Marea Epurare din 1937-1938 în rândul comandamentului militar sovietic i-a deschis calea spre promovare. În 1938 a primit rangul de comandant de divizie în Districtul militar special Kiev.
În 1939 Vatutin a planificat operațiunea de invadare sovietică a Poloniei cu Germania, având funcția de șef de stat major al Grupului de sud al Armatei Roșii. În 1940, sub comanda lui Gheorghi Jukov, acest grup de armată a ocupat Basarabia și Bucovina.
După campanie, Stalin l-a promovat în gradul de general-locotenent numindu-l Șef de operații al Cartierului general, lucru pentru care Vatutin nu era fericit, pentru că îi lipsea experiența, iar strategia operațională era ceva prea abstract pentru el. Cu toate acestea, rădăcinile lui țărănești, vârsta lui relativ tânără și zelul său comunist l-au făcut unul dintre favoriții lui Stalin.
Vatutin, cu întregul comandamentul sovietic nu a izbutit să se pregătească pentru atacul german din 22 iunie 1941.

## Al Doilea Război Mondial
În 30 iunie 1941 a fost numit șef de stat major al Frontului de nord-vest, unde au ieșit mai mult la iveală calitățile sale. Vatutin nu încerca să-și aroge meritele în lupte ci încerca să promoveze calitățile și talentele altora. O altă calitate a sa era îndrăzneala. În stadiul de început al războiului, cei mai mulți dintre generalii sovietici erau zdrobiți de înfrângerile uriașe suferite și de înaintarea rapidă a germanilor și aveau rețineri să conducă operații ofensive, dar Vatutin avea îndrăzneala.

#### Ucraina
La 28 februarie 1944, în spatele frontului, Vatutin a căzut într-o ambuscadă a naționaliștilor ucrainieni din Armata Insurecțională Ucraineană și a fost rănit. A murit la 14 aprilie în spital, ca urmare a rănilor.